# Chorfa M'Daghra
Chorfa M Daghra (franska: Chorfa M Daghra (CR), Chorfa M Daghra (Commune Rurale), arabiska: اوفوس) är en kommun i Marocko.   Den ligger i provinsen Errachidia och regionen Drâa-Tafilalet, i den nordöstra delen av landet, 300 km sydost om huvudstaden Rabat. Antalet invånare är 13 803.